# 傲魮
傲魮（学名：Barbus fasolt）為輻鰭魚綱鯉形目鯉科的一個種。該物種於1914年由Paul Pappenheim描述，主要分布於非洲剛果河流域，體長可達50公分。

## 扩展阅读
維基物種上的相關：傲魮